# Jakko Jakszyk

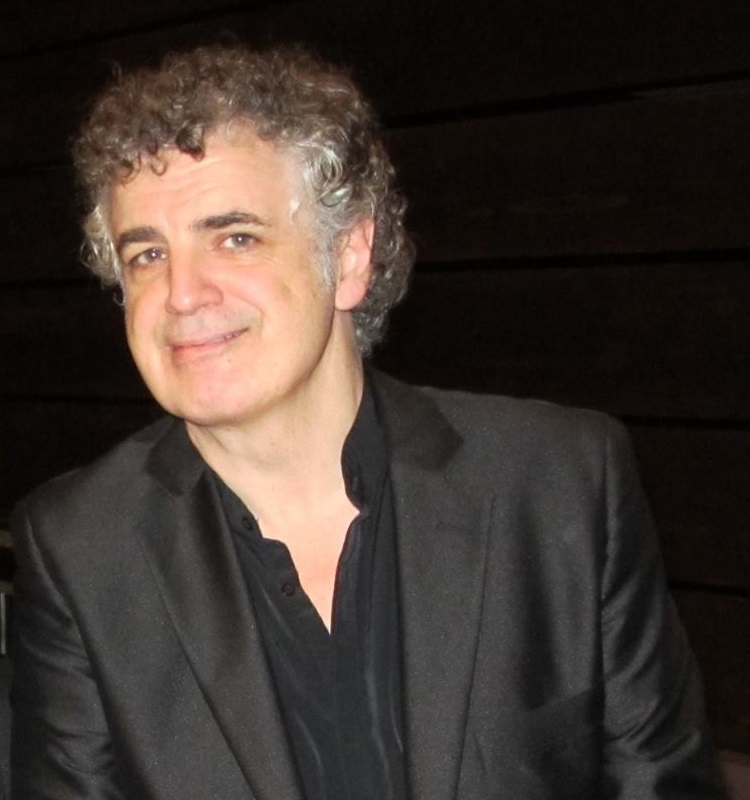
Jakko Jakszyk (2014)

Jakko M. Jakszyk  (Londen, 8 juni 1958) is een Brits musicus / gitarist.
Hij werd geboren als Michael Lee Curran in het Whittington Hospital, in Highgate Hill, Londen. Zijn moeder was de toenmalig bekende Ierse zangeres Peggy Curran, zijn vader is niet bekend. Zijn moeder stond hem ter adoptie af, en op de leeftijd van 1½ jaar werd Jakko geadopteerd door de Poolse immigrant Norbert Jakszyk en diens Franse vrouw Camille. De vroege jeugd van Jakko was niet zonder problemen, op zijn album The Road to Ballina gaat hij hier uitgebreid op in.
Als voetballer probeerde hij op 15-jarige leeftijd aan de bak te komen bij Watford Boys, wat hem niet lukte. Hij gooide zich daarom op zijn andere hobby’s, toneel en muziek. Vanuit het schooltoneel werd hij gestimuleerd om auditie te doen voor het National Youth Theatre. Na twee audities en een test was hij lid, wat hij een jaar lang vol zou houden, tot de muziek harder begon te trekken.
Al op 16-jarige leeftijd had hij zijn eigen band, Soon After. Ze startten met z'n zessen en schreven zich in voor de Melody Maker National Rock/Folk competition. Maar tegen de tijd dat de eerste ronde gespeeld moest worden, waren vier leden vertrokken en waren alleen de twee leadgitaristen, Jakko en Keith Deal, over. De paniek sloeg toe, om mee te mogen doen moesten ze minimaal met z’n drieën zijn. Met de eerste de beste muzikant die hun pad kruiste, trompettist Ted Emmett, sloegen ze aan het repeteren. Na 10 dagen moesten ze het met hun vreemde samenstelling op gaan nemen tegen de andere, ingespeelde bands. De opvallende, korte Jazz/Rock set die ze voorbereid hadden werd uitgelachen door de mede-muzikanten, maar won de voorronde wel. Zo ging het met een volgende ronde en een halve finale, in de finale in 1975 haalden ze de derde plaats.
Met zijn vreemde band trok Jakszyk door het land in het voorprogramma van onder meer Camel en Judas Priest. Binnen het jaar vertrok Jakko en ging spelen bij Synthesis, een groep die muziek speelde in de richting van Jakszyks voorkeur; progressieve rock en Canterbury-scene. De volgende groep waar Jakszyk deel van uit ging maken was 64 Spoons. Aangetrokken door de vreemde naam ging hij kijken en werd binnen de kortste keren de gitarist en zanger van de groep. Jakszyk was een fan van Hatfield and the North en Henry Cow, wat er toe leidde dat hij tapes van 64 Spoons naar Dave Stewart stuurde. Deze kwam samen met Bill Bruford een paar keer naar een optreden. Dit leidde tot een muzikale vriendschap. 64 Spoons viel in 1980 uit elkaar, nog voor hun eerste album uitkwam. 64 Spoons had in die jaren voortdurend rondgereisd, opgetreden in Engeland en kon nauwelijks het hoofd boven water houden. De progressieve rock die de groep maakte was uit de mode, die punk en new wave voorschreef.
Na het uiteenvallen van 64 Spoons nam hij met Dave Stewart What becomes of the brokenhearted op. De single, ingezongen door Colin Blunstone werd een succes. Daarnaast vormden ze samen de band Rapid Eye Movement, een band die een jaar lang optrad, maar waar geen muziek van uitgebracht is. In Rapid Eye Movement speelden ook Pip Pyle en Rick Biddulph. Gebaseerd op het succes van de single werden ze voor veel optredens uitgenodigd, maar de muziek van Rapid Eye Movement was heel anders, met als gevolg dat het publiek veelal niet kreeg wat ze ervan verwacht. De negatieve reacties maken dat Rapid Eye Movement geen lang leven beschoren was. Dave Stewart concentreerde zich meer op het studio-werk en nam daarnaast een aantal duo-albums op met de zangeres Barbara Gaskin. Jakszyk speelde een rol op vrijwel alle albums; omgekeerd deed Stewart veelal mee aan de projecten van Jakszyk.
In de jaren tachtig werkte Jakszyk aan een solo-album, maar een eerste poging strandde doordat de platenmaatschappij failliet ging. Ook volgende pogingen om een album uit te brengen liepen spaak. In de tussentijd werkte Jakszyk wel samen met allerlei musici op hun albums, iets dat hij als studiomuzikant de rest van zijn carrière zou blijven doen.

In 1987 werkt Jakszyk mee met Peter Blegvad en John Greaves in het The Lodge project. In eerste instantie alleen bedoeld als opnames voor een album werd het project opgerekt met een aantal liveoptredens, maar duurde niet lang. Jakszyks volgende stap was een samenwerking met Gavin Harrison. Eerst maakten ze samen een album met Zappa-nummers, later vormden ze samen de band Dizrythmia met bassist Danny Thompson en percussionist Pandit Dinesh. De band bracht in 1988 een album uit. In diezelfde tijd toerde Jakszyk ook als begeleider van de Italiaanse zangeres Alice.

Het eerste album dat echt de naam van Jakszyk droeg was We Never Had It So Good, een samenwerkingsproject met Tom Robinson, waarop overigens ook Dave Stewart en de leden van Dizrhythmia meespeelden.
Een echte doorbraak kwam voor Jakszyk bij zijn volgende stap. Hij werd door Level 42 gevraagd als sologitarist. Hij volgde Allan Holdsworth op die de groep tijdelijk was bijgesprongen als vervanger van de overleden Alan Murphy. Jakszyk zou drie jaar bij Level 42 blijven, tot de band in 1994 uit elkaar viel.
In 1994 bracht Jakszyk zijn eerste solo-album uit, Kingdom Of Dust, een korte cd (20 minuten) met maar vier nummers. Hij werkte voor dit album samen met drie ex-leden van Japan: Richard Barbieri, Mick Karn en Steve Jansen. In 1995 werd deze cd gevolgd door een eerste echte cd, Mustard Gas And Roses. In 1996 kwam ook Are My Ears on Wrong?  uit, een album dat Jakszyk al in 1986-87 rond had, maar dat toen niet uitgebracht werd. Het volgende project, The Road to Ballina, ging over zijn eigen vroege geschiedenis, het is een album dat tegen de klassieke muziek aan zit. Hiervoor werkte hij samen met zijn ex-Level 42 collega’s Mark King, Gary Barnacle en Gavin Harrison.
Jakszyk werkt veel als producer en assisteert ook op zijn gitaar veel groepen bij hun opnames. Hij werkt voor onbekendere musici als het Amerikaanse What If, voor Shari, de dochter van Harry Belafonte, voor Mica Paris en vele anderen. Ook werkt hij samen met oude bekenden als Richard Barbieri (een album van Indigo Falls) en John Greaves (het Greaves-Cunningham album).
Ook speelt hij mee op het album van Pip Pyle, 7 Year Itch, dat in 1998 uitkwam. Hij hielp met het produceren van het album, maar speelt er ook gitaar op en zingt een aantal van de nummers.
In 1998 trouwde Jakszyk op Mauritius met Amanda, de dochter van de drummer Michael Giles, van de eerste line-up van King Crimson. Ze hadden elkaar al in 1983 ontmoet, toen Amanda werkt bij de platenmaatschappij waar Jakszyk onder contract was. Ze zouden elkaar af en toe blijven zien, maar in 1997, op het feest voor het uitkomen van King Crimsons Epitaph ontmoetten ze elkaar weer voor het eerst na vier jaar en sloeg de vonk definitief over.

In 2000 werkte Jakszyk mee aan Peter Blegvads soloalbum Choices Under Pressure, hij speelde er meerdere instrumenten op en nam een deel van de zang voor zijn rekening. Daarnaast heeft hij het album geproduceerd. Met Dizrhythmia werkte Jakszyk aan een nieuw album, dat tot op heden echter nog niet verschenen is. Een van zij andere activiteiten in die tijd was het begeleiden van Akiko Kobayashi, op haar door Steve Jansen geproduceerde album Beloved.
In 2002 werd Jakszyk uitgenodigd om mee te spelen in The 21st Century Schizoid Band, een band die naast hem bestond uit leden van de eerste line-up van King Crimson. De muziek die gespeeld werd waren met name nummers van de eerste drie albums van King Crimson. De optredens zijn in de smaak gevallen en er zijn al een aantal live-cd’s van de band verschenen.
In 2006 is een dubbel-cd van Jakszyk verschenen: The Bruised Romantic Glee Club. Op de eerste cd (Now) staan een aantal nieuwe nummers van Jakszyk. Deze cd is een muzikale voortzetting van The Road to Ballina; ook deze cd bevat weer veel teksten die sterk persoonlijk, zelfs autobiografisch zijn.

De tweede cd bevat een bijzondere verzameling van covers van oudere nummers, waaronder van een oud nummer van King Crimson, dat door Peter Sinfield van een nieuwe tekst is voorzien. In 2014 werd Jakszyk zanger en tweede gitarist van het heropgerichte King Crimson.

## Bands
Een selectie van de bands waarin Jakszyk in de loop van de tijd opgetreden heeft.
- Soon After (1974 - 1976)
- Synthesis (1977 - 1978)
- 64 Spoons (1978 - 1980)
- Rapid Eye Movement (1980 - 1981)
- What If
- The Lodge (1987 - 1989)
- Dizrhythmia (1988 - 1990)
- Level 42 (1991 - 1994)
- The Mark King Group (1999 - 2001)
- 21st Century Schizoid Band (2002 – nu )

## Discografie
Solo-albums
| jaar | uitvoering       | naam                           |
| ---- | ---------------- | ------------------------------ |
| 1982 | Jakko M. Jakszyk | Silesia                        |
| 1994 | Jakko M. Jakszyk | Kingdom of Dust                |
| 1995 | Jakko M. Jakszyk | Mustard Gas and Roses          |
| 1996 | Jakko M. Jakszyk | Are My Ears on Wrong?          |
| 1997 | Jakko M. Jakszyk | The Road to Ballina            |
| 2006 | Jakko M. Jakszyk | The Bruised Romantic Glee Club |

Een selectie van de overige albums waaraan hij bijgedragen heeft
| jaar | uitvoering                      | naam                                                     |
| ---- | ------------------------------- | -------------------------------------------------------- |
| 1987 | The Kings Of Oblivion           | Big Fish Popcorn                                         |
| 1988 | Dizrhythmia                     | Dizrhythmia                                              |
| 1988 | The Lodge                       | Smell of a Friend                                        |
| 1988 | Peter Blegvad                   | Downtime                                                 |
| 1989 | Shari Belafonte                 | Shari                                                    |
| 1990 | Tom Robinson & Jakko Jakszyk    | We never had it so good                                  |
| 1992 | 64 Spoons                       | Landing on a Rat Column                                  |
| 1992 | Alice                           | Mezzogiorno Sulle Alpi                                   |
| 1995 | Mick Karn                       | The Tooth Mother                                         |
| 1997 | Gavin Harrison                  | Sanity & Gravity                                         |
| 1998 | Tom Robinson & Jakko Jakszyk    | Blood Brother                                            |
| 1998 | Indigo Falls (Richard Barbieri) | Indigo Falls                                             |
| 1998 | Pip Pyle                        | 7 Year Itch                                              |
| 1999 | Mark King                       | Live at the Jazz Cafe                                    |
| 2002 | 21st Century Schizoid Band      | 21st Century Schizoid Band (Official Bootleg Volume One) |
| 2004 | 21st Century Schizoid Band      | Live In Italy                                            |
| 2005 | 21st Century Schizoid Band      | Live In Japan                                            |
| 2006 | 21st Century Schizoid Band      | Pictures Of A City: Live In New York                     |
| 2007 | The Tangent                     | Going Off on One                                         |
| 2008 | The Tangent                     | Not as Good as the Book                                  |
| 2011 | Jakszyk, Fripp and Collins      | A scarcity of miracles                                   |